# 무로이 이치에이
무로이 이치에이(일본어: 室井 市衛, 1974년 6월 22일 ~ )는 일본의 전 축구 선수이다.

## 구단 경력
과거 가시마 앤틀러스, 우라와 레즈, 세레소 오사카, 비셀 고베, 요코하마 FC에서 활동하였다.